# 纤柄皱叶报春
纤柄皱叶报春（学名：Primula rockii），为报春花科报春花属下的一个种。

## 扩展阅读
維基物種上的相關：纤柄皱叶报春